# 奧霍德阿瓜鎮

奧霍德阿瓜鎮（西班牙語：Villa Ojo de Agua），是阿根廷的城鎮，位於該國北部聖地亞哥-德爾埃斯特羅省，是奧霍德阿瓜縣的首府，距離聖地亞哥-德爾埃斯特羅209公里，2001年人口5,832。
29°31′S 63°42′W / 29.517°S 63.700°W